# Violence en Oklahoma
Pour plus de détails, voir Fiche technique et Distribution.
Violence en Oklahoma (Il ranch degli spietati) est un western spaghetti italo-hispano-allemand sorti en 1965, réalisé par Jaime Jesús Balcázar et Roberto Bianchi Montero.

## Synopsis
Oklahoma John arrive comme nouveau shérif dans une ville de l'Ouest dans laquelle les autorités n'ont pas su faire respecter la loi, et c'est la raison du plus fort qui prévaut. Il découvre que l'origine du désordre remonte à l'assassinat du père de Giorgiana, il y a longtemps. La cause de sa mort est encore inconnue, car les témoins ont été tués. Après de longues recherches sur les coupables présumés, le shérif découvre que la raison du crime est la propriété d'un terrain dont le sous-sol est plein de pétrole. Les responsables sont démasqués, et la justice reprend son cours normal.

## Fiche technique
- Titre français : Violence en Oklahoma ou Le Ranch des impitoyables[1]
- Titre original : Il ranch degli spietati ou Oklahoma John[1]
- Genre : Western spaghetti
- Réalisation : Jaime Jesús Balcázar, Roberto Bianchi Montero
- Scénario : Giuseppe Maggi, Alfonso Balcázar, Helmut Harun
- Production : Balcázar Producciones Cinematográficas, Cinematografica Associati, International Germania Film
- Photographie : Giuseppe La Torre
- Montage : Bruno Mattei
- Musique : Francesco De Masi
- Décors : Maria Luisa Panaro
- Maquillage : Pier Antonio Mecacci
- Année de sortie : 1965
- Durée : 81 minutes
- Format d'image : 2,35 : 1
- Pays de production :  Espagne,  Italie,  Allemagne de l'Ouest
- Distribution en Italie : Filmar
- Sortie en salle en France : 26 mars 1969[1]

## Distribution
- Richard S. Hornbeck (sous le pseudo de Rick Horn) : Oklahoma John
- José Calvo : Rod Edwards
- Sabine Bethmann : Georgina White
- Giuseppe Addobbati (sous le pseudo de John McDouglas) : Ken Hogg
- Tom Felleghy : Watson
- Karl-Otto Alberty : Hondo
- George Herzig : Jim Edwards
- Maria De Nieva
- Antonio Almorós : Cruck
- Remo De Angelis : Michael
- Edward Lewis
- Leontine May
- Jesús Puente
- Fernando Rubio
- Giovanni Ivan Scratuglia